# Vanina Pradier
 (octobre 2019).
Si vous disposez d'ouvrages ou d'articles de référence ou si vous connaissez des sites web de qualité traitant du thème abordé ici, merci de compléter l'article en donnant les références utiles à sa vérifiabilité et en les liant à la section « Notes et références ».
Pour les articles homonymes, voir Pradier.
Vanina Pradier est une actrice et directrice artistique française née en 1969.
Très active dans le doublage, elle est la voix française régulière d'Evangeline Lilly, de Mary-Louise Parker et de Parminder Nagra et ainsi qu'une des voix de Jessica Biel.
Elle est la fille des comédiens Perrette Pradier et Michel Bedetti et a pour frère Fabrice Trojani.

## Doublage

### Cinéma

#### Films
- Evangeline Lilly dans (8 films) :
  - Démineurs (2009) : Connie James
  - Real Steel (2011) : Bailey Tallet
  - Ant-Man (2015) : Hope van Dyne / la Guêpe
  - Little Evil (2017) : Samantha
  - Ant-Man et la Guêpe (2018) : Hope van Dyne / la Guêpe
  - Avengers: Endgame (2019) : Hope van Dyne / la Guêpe
  - Crisis (2021) : Claire Reimann
  - South of Heaven (en) (2021) : Annie Ray
- Jessica Biel dans :
  - Points de rupture (2009) : Rose-Johnny
  - L'Agence tous risques (2010) : le lieutenant Carissa Sosa
  - Total Recall : Mémoires programmées (2012) : Melina
  - Hitchcock (2012) : Vera Miles
- Gwendoline Christie dans :
  - Hunger Games : La Révolte, partie 2 (2015) : la commandante Lyme
  - Absolutely Fabulous, le film (2016) : Gwendoline Christie
  - Darkest Minds : Rébellion (2018) : Lady Jane
- Mary-Louise Parker dans :
  - Solitary Man (2009) : Jordan Karsch
  - Red 2 (2013) : Sarah Ross
  - RIPD : Brigade fantôme (2013) : Proctor
- Wendi McLendon-Covey dans :
  - Mes meilleures amies (2011) : Rita
  - Ce qui vous attend si vous attendez un enfant (2012) : Kara
- Esra Ronabar (tr) dans :
  - 10 jours du côté du bien (tr) (2023) : Maide
  - 10 jours du côté du mal (tr) (2023) : Maide
- 1997 : Bienvenue à Gattaca : Irene Casini (Uma Thurman)
- 1998 : Psycho : Lila Crane (Julianne Moore)
- 1999 : Jawbreaker : Julie Freeman (Rebecca Gayheart)
- 2000 : Séquences et Conséquences : Ann (Rebecca Pidgeon)
- 2000 : Mon beau-père et moi : L'hôtesse de l'air d'Atlantic American (Kali Rocha)
- 2001 : Le Tombeau : Dr Sharon Golban (Olivia Williams)
- 2002 : La 25e Heure : Naturelle Riviera (Rosario Dawson)
- 2002 : Fashion victime : Lurlynn (Melanie Lynskey)
- 2006 : Coast Guards : Emily Thomas (Melissa Sagemiller)
- 2006 : Déjà vu : Claire Kuchever (Paula Patton)
- 2007 : Mi$e à prix : Georgia Sykes (Alicia Keys)
- 2007 : P.S. I Love You : Sharon McCarthy (Gina Gershon)
- 2010 : La Mission de Chien Noël : Kate Huckle (Bonnie Somerville)
- 2011 : Le Pacte : Judy (Jennifer Carpenter)
- 2011 : Contagion : Lorraine Vasquez (Monique Gabriela Curnen)
- 2012 : Ghost Rider 2 : L'Esprit de vengeance : Nadya (Violante Placido)
- 2014 : Une merveilleuse histoire du temps : Elaine Mason (Maxine Peake)
- 2017 : Thor : Ragnarok : Topaz (Rachel House)
- 2018 : L'Arbre de sang : Amaia (Patricia López Arnaiz)
- 2018 : Le Fléau de Breslau : Magda Drewniak / Iwona Bogacka (Daria Widawska (pl))
- 2019 : Once Upon a Time… in Hollywood : ? (?)
- 2021 : Conjuring : Sous l'emprise du Diable : Isla Kastner (Eugenie Bondurant)
- 2021 : À quel prix ? : ? (?)
- 2021 : Breaking News in Yuba County : Leah Norton (Bridget Everett)
- 2021 : Le Loup et le Lion : Ysae (Rebecca Croll)
- 2022 : Ambulance : le lieutenant Dhazghig (Olivia Stambouliah)
- 2023 : Un jour et demi : Wanja (Stina Ekblad)
- 2023 : Family Switch : la coach Kim (Fortune Feimster)

#### Films d'animation
- 1988[n 1] : Demon City Shinjuku : Sayaka
- 1990[n 2] : Le Prince Casse-Noisette : Marie
- 1999 : Toy Story 2 : la bergère
- 2005 : Kuzco 2 : King Kronk : Tina
- 2007 : Appleseed Ex Machina : Xander
- 2010 : Superman/Batman : Apocalypse : Big Barda
- 2011 : All-Star Superman : Cat Grant, Nasthalthia Luthor, Floral et Martha Kent
- 2018 : La Mort de Superman : Cat Grant et Mercy
- 2019 : Le Règne des Supermen : Cat Grant
- 2020 : La Vie en lumière : la bergère (court-métrage)
- 2021 : Les Bouchetrous : Mali
- 2024 : Le Seigneur des Anneaux : La Guerre des Rohirrim : Olwyn[n 3]

### Télévision

#### Téléfilms
- 2004 : L'Anneau sacré : Reine Brunnhild (Kristanna Loken)
- 2006 : Le Club des infidèles : Meredith Glass (Krista Bridges)
- 2009 : En eaux troubles : Inspecteur Jean Wagner (Françoise Robertson)
- 2011 : Grossesse en danger : Melinda (Clea DuVall)
- 2014 : Injustice : Pamela Stewart (Amelia Lowdell)
- 2015 : Descente en eaux troubles : Sharon (Brigid Brannagh)
- 2015 : Embarquement immédiat pour Noël : Stephanie (Mayim Bialik)
- 2018 : Simone Biles : Les Sacrifices d'une championne : Nellie Biles (Tisha Campbell)
- 2021 : Entretien avec un manipulateur narcissique : Deena (Amber Farris)[1]

#### Séries d'animation
- 1996-1997 : Mighty Ducks : Tanya Vanderflock
- 1997-1999 : Enigma : Nikki (création de voix)
- 1997-2000[n 5] : Pepper Ann : Moose Pearson
- 1997-2001 : Daria : Sandi et Jodie
- 1998 : Hercule : Tempête
- 1998-2000 : Godzilla, la série : l'agent Marianne Duprès
- 2002 : Jackie Chan : la fille scout (épisode 37)
- 2002 : Kim Possible : Elsa Sleeg (épisode 16)
- 2003 : Totally Spies! : Félicie Tif (épisode 29) et Natalie Valentine (épisode 33)
- 2004[n 6] : Keroro, mission Titar : Anna Monaté (1er doublage)
- 2004-2005 : Teen Titans : Les Jeunes Titans : Bumblebee
- 2008-2009 : Spectacular Spider-Man : Mary Jane Watson
- 2009-2011 : SpieZ ! Nouvelle Génération : Sherry (création de voix)
- 2015-2019 : Heidi : Mlle Rottenmeier et voix additionnelles (création de voix)
- 2017-2020 : Raiponce, la série : Frida la furie
- 2020 : Scooby-Doo et Compagnie : Dr Wheeler (épisode 27), l'agente immobilière (épisode 37) et Jeanine (épisode 40)
- 2021 : What If...? : Hope Van Dyne / Wasp[n 7] (saison 1, épisode 5) et Topaz[n 8] (saison 1, épisode 7 et saison 2, épisode 4)
- 2022 : Little Demon : Darlene
- 2023 : Kung Fu Panda : Le Chevalier Dragon : Forouzan
- 2023 : Vinland Saga : Emma (doublage Netflix)
- 2023 : Tobie Lolness : ? (création de voix)
- 2024 : Tales of the Empire : la cheffe de clan (épisode 2)
- 2024 : Rêves Productions (en) : Paula Persimmon[n 9] (mini-série)

### Jeux vidéo
- 2003 : Jak II : Hors-la-loi : Ashelin et Tess
- 2004 : Jak 3 : Ashelin et Tess
- 2004 : Alexandra Ledermann 5 : L'Héritage du haras : l'héroïne, Blanche et l'épicière
- 2005 : Jak X : Tess (enregistrements repris de Jak II)
- 2008 : Lost : Les Disparus, le jeu vidéo : Kate Austen
- 2009 : Borderlands : Lilith et le commandant Steele
- 2010 : Toy Story 3 : La Bergère
- 2011 : The Elder Scrolls V: Skyrim : Delphine, Lydia, Ria, Anuriel, Wylandriah, Vittoria Vicci, Lisette, Illia et voix additionnelles
- 2011 : Uncharted 3: L'Illusion de Drake : la commentatrice du mode en ligne
- 2012 : Borderlands 2 : Lilith
- 2014 : Borderlands: The Pre-Sequel : Lilith
- 2014 : Dragon Age: Inquisition : l'intendante Threen et voix additionnelles
- 2014 : Watch Dogs : voix additionnelles
- 2019 : Borderlands 3 : Lilith
- 2023 : Diablo IV : Lilith fille de la haine (fille de Méphisto et nièce de diablo et baal)
- 2024 : Skull and Bones : ?
- 2024 : Star Wars Outlaws : ?

### Direction artistique
Vanina Pradier est également régulièrement directrice artistique de versions françaises.
 Sauf indication contraire ou complémentaire, les informations mentionnées dans cette section proviennent du générique de fin de l'œuvre audiovisuelle présentée ici.

#### Films
- 2011 : Les Copains et la Légende du chien maudit (avec Sophie Deschaumes)
- 2018[n 10] : Monster
- 2018 : Une drôle de fin
- 2019 : Noëlle
- 2019 : L'Extraordinaire Mr. Rogers
- 2019 : Bernadette a disparu
- 2020 : Safety
- 2021 : Affamés
- 2022 : Mort sur le Nil
- 2022 : Hocus Pocus 2
- 2023 : Mystère à Venise
- 2023 : Quiz Lady (en)
- 2023 : Silver et le livre des rêves (de)
- 2023 : Répétition générale (en)
- 2023 : Maybe Baby (da)
- 2024 : Maybe Baby 2 (sv)
- 2024 : Le Silence de Mélodie (avec Ioanna Gkizas)

#### Films d'animation
- 1944 : Dingo joue au football (redoublage)
- 2009 : Lutins d'élite, mission Noël[2] (court-métrage)
- 2011 : Gnoméo et Juliette
- 2022 : Wendell and Wild
- 2023 : LEGO Disney Princesse : Les Aventures au Château

#### Séries télévisées
- 2003[n 11] : Hôpital central (avec Dorothée Jemma et Virginie Ledieu)
- 2008 : Samurai Girl
- 2010 : Happy Town
- 2011 : Off the Map : Urgences au bout du monde
- 2011-2018 : Once Upon a Time
- 2013-2014 : Once Upon a Time in Wonderland
- 2013-2016 : Mistresses
- 2015 : Happyish
- 2016 : Angel from Hell
- 2016 : BrainDead
- 2016-2018 : The Last Ship (saisons 3 à 5)
- 2017 : Le cœur a ses raisons (saison 4)
- 2019 : Chambers
- 2019-2022 : Le Secret de la plume[3]
- depuis 2019 : The Righteous Gemstones (avec Danièle Bachelet)
- 2020 : Ashley Garcia : géniale et amoureuse
- 2020-2022 : Motherland: Fort Salem
- 2021-2022 : Big Shot
- 2021-2023 : Young Rock (avec Marie-Eugénie Maréchal)
- depuis 2021 : Chucky (avec Marie-Eugénie Maréchal)
- 2022 : Bang Bang Baby
- 2022 : Dahmer - Monstre : L'Histoire de Jeffrey Dahmer (mini-série, avec Marie-Eugénie Maréchal)
- 2022 : Le Goût de vivre
- 2022 : Everything's Trash (en)
- 2023 : Still Up (en)
- 2024 : Pauline (mini-série)
- 2024 : The Veil (en) (mini-série)
- 2025 : Black Mirror (saison 7)
- 2025 : Ironheart (mini-série)

#### Téléfilms
- 2017 : Une promesse au nom de notre amitié[1]
- 2020 : Une famille cinq étoiles pour Noël

#### Séries d'animation
- 2010-2013 : Scooby-Doo : Mystères associés (avec Danièle Bachelet[4])
- 2017 : La Bande à Picsou (saison 1, épisodes 23 à 25)
- 2018-2019 : Kung Fu Panda : Les Pattes du destin (avec Barbara Tissier et Alexis Manuel)
- 2020 : Le Monde Merveilleux de Mickey (avec Barbara Tissier)
- 2021-2023 : Toukin, le chien-requin (en)
- 2022 : Kung Fu Panda : Le Chevalier Dragon (saison 1)
- 2023 : Papa est un chasseur d'aliens (en)
- 2024 : Iwájú (avec Jean-Baptiste Anoumon)
- 2025 : La Maison de Mickey+ (en)